# Alíz Kertész
Alíz Kertész (ur. 17 listopada 1935 w Budapeszcie) – węgierska gimnastyczka. Dwukrotna medalistka olimpijska z Melbourne.
Igrzyska w 1956 były jej jedyną olimpiadą. Oba swe medale wywalczyła w drużynie. W tradycyjnej realizacji Węgierki zajęły drugie miejsce, triumfowały w ćwiczeniach z przyborem. Identycznie było na mistrzostwach świata w 1954.